# R-процес
r-процес (від англ. rapid — швидкий) — один із типів реакцій нуклеосинтезу, що відповідає за утворення приблизно половини ядер важких елементів у Всесвіті. Процес називають швидким, на відміну від s-процесу, бо в ньому захоплення наступного нейтрона відбувається швидше, ніж новоутворений ізотоп встигає розпастися з утворенням іншого елементу.  
r-процес є послідовністю захоплення нейтронів важкими ядрами, зазвичай важчими за 56Fe. Щоб уникнути бета-розпаду нестабільних утворених ізотопів, проміжок часу до наступного захоплення повинен бути невеликим. Тож процес відбувається там, де є потужні потоки вільних нейтронів. Такі ситуації виникають у викидах при вибухах наднових та при злитті нейтронних зір. Відносний внесок цих та інших джерел у поширеність хімічних елементів, що утворюються завдяки r-процесу, досліджується.   
r-процес відбувається також незначною мірою під час термоядерних вибухів. Історично це призвело до відкриття ейнштейнію та фермію в радіоактивних опадах. 
r-процес альтернативних до s-процесу, іншого механізму утворення важких елементів. s-процеси здебільшого протікають у зорях, зокрема в зорях асимптотичного відгалуження гігантів, де потоку нейтронів вистачає для реакції, але не вистачає для r-процесу. s-процес є вторинним у тому сенсі, що він вимагає попереднього існування важких ізотопів, які потім перетворюються в інші важкі ядра. Разом s- та r-процеси відповідають за утворення більшості елементів, важчих від заліза.

## Історія
Потреба в швидкому захопленні нейтронів зрозуміла з аналізу таблиці поширеності ізотопів важких елементів, яку 1956 року опублікували Ганс Суесс та Гаролд Юрі. Щоб утворити пік поширеності германію, ксенону та платини радіоактивні ізотопи мали захоплювати нейтрон швидше, ніж зазнавати бета-розпаду. Згідно з оболонковою моделлю ядра радіоактивні ядра, що розпадалися б в ізотопи цих елементів мали б завершену нейтронну оболонку поблизу лінії ядерної нестабільності, де нейтрони не додаються. Піки поширення елементів, створені швидким захопленням нейтронів, переносили відповідальність на інші ядра.
Процеси швидкого захоплення нейтронів назвали r-процесами. В знаменитому огляді B2FH (Бербідж, Бербідж, Фаулер, Гойл) 1957 року було надруковано таблицю, що феноменологічно поділила важкі ізотопи на утворені через s- та r-процеси. B2FH розробила теорію зоряного нуклеосинтезу й основи сучасної ядерної астрофізики
Розгортання r-процесу в часі вперше розрахували в Калтеху Філліп Сігер, Вільям Фаулер та Доналд Д. Клейтон. Вони першими отримали оцінку розповсюдженості r-процесів та їхню часову еволюцію. Крім того, вони змогли виконати теоретичний розрахунок швидкості утворення елементів і краще кількісно розділити внесок s- та r-процесів у таблицю поширеності важких ізотопів, встановивши надійнішу криву поширеності для ізотопів, утворених через r-процеси, ніж це було зроблено у B2FH статті. Відтоді внесок r-процесів в утворення елементів оцінюють за їхнім методом — спочатку розраховується поширеність ізотопів утворених через s-процеси (що можна зробити надійніше), а потім віднімають цей внесок від сумарної поширеності ізотопів, приписуючи залишок r-процесам. Залежність поширеності від атомної ваги, отримана таким способом, задовільно відтворює результати розрахунків, проведених на основі фізичних процесів. 
Більшість багатих на нейтрони ізотопів елементів, важчих за нікель, утворюються винятково або частково завдяки бета-розпаду речовини, синтезованої завдяки r-процесам, що відбуваються шляхом швидкого захоплення, один за одним, вільних нейтронів. Вільні нейтрони утворюються завдяки процесу захоплення електронів при швидкому колапсі ядер наднових, де густина речовини дуже велика. Одночасно утворюються деякі багаті на нейтрони ядра-зародки, що робить r-процес первинним, тобто таким, що може відбутися в зорях із чистого водню та гелію, всупереч класифікації роботи B2FH, яка визначила їх як вторинні, тобто такі, що потребують початкового заліза.
Збагачення елементного складу завдяки r-процесу зірок підтвердив аналізом спостережень у 1981-му Труран. Він та численні асторономи після нього показали, що поширеність важких елементів у бідних на метали зорях збігається з r-кривою для Сонця, так наче s-процеси зовсім не відбуваються. Це узгоджується з гіпотезою, що s-процеси у цих молодих зорях ще не почалися, оскільки для них необхідно принаймні 100 млн років галактичної історії. Ці зорі виникли раніше, а це свідчить про те, що r-процес у масивних зорях, які швидко розвиваються і стають надновими, починається одразу. Первинна природа r-процесів слідує зі спостережуваних спектрів старих зір, народжених ще тоді, коли галактична металічність була ще малою, але таких, які все ж містили певну кількість потрібних для r-процесів ядер.

Періодична таблиця, на якій показано космогенне походження кожного елемента. Елементи, важчі від заліза походженням із наднових зазвичай утворилися завдяки r-процесам, що відбуваються внаслідок потужних викидів нейтронів при вибуху наднових.

Хоча більшість експертів із наднових підтримують цей сценарій, однак він усе ще не отримав абсолютно задовільного розрахункового підтвердження через складність обчислень. Втім, вже отримані результати підтримують таку гіпотезу.
Завдяки r-процесам утворилася більшість радіоактивних елементів, таких як уран та торій тощо, що існують у земних умовах.

## Ядернофізичні основи
В умовах сильного стиснення речовини в ядрах наднових бета-розпад блоковано. Причиною цьому є те, що при великій густині електронів, усі електронні рівні до енергії Фермі заповновнені, а в наднових ця енергія перевищує енергію бета-розпаду. А от електронне захоплення продовжується, що призводить до дедалі більшого накопичення нейтронів. Оскільки нейтрони не можуть розпастися, густина їхнього потоку досягає значень 1022 на см² за секунду. Коли наднова вибухає, починається стрімке розширення й охолодження, але захоплення нейтронів залишками важких ядер відбувається все ще швидше, ніж бета-розпад. Як наслідок, r-процес переходить межу нестабільності й утворюються дуже масивні збагачені нейтронами ядра. 
На заповзання за лінію нейтронної нестабільності ядер впливають три процеси: значне зменшення перерізу захоплення нейтрона в ядрах із заповненою нейтронною оболонкою, пригнічення фотодезинтеграції та ступінь стабільності в області важких ізотопів. Останнє з явищ припиняє r-процес, коли найважче з ядер стає нестабільним відносно спонтанного поділу. Вважається, що відповідна ділянка в таблиці нуклідів розташована там, де сумарна кількість нуклонів наближається до 270. Навіть ще раніше бар'єр поділу може бути досить низьким, і захоплення нейтрона може призвести до поділу ядра, а не до його просування до ділянки нестабільності. Після зменшення нейтронного потоку утворені дуже нестабільні ядра розпадаються через низку бета-розпадів, доки залишиться відносно стійке багате нейтронами ядро. Тож, тоді як s-процеси створюють надлишок стабільних ядер із замкненою нейтронною оболонкою, r-процеси створюють надлишок ядер, легших приблизно на 10 атомних одиниць маси від піків s-процесів, внаслідок розпаду важчих ізотопів на шляху до стабільності. 
r-процеси відбуваються також під час ядерних вибухів. Завдяки їм були відкриті багаті на нейтрони майже стабільні ізотопи актинідів на зразок плутонію-244, та нові елементи — ейнштейній і фермій. Висловлювалася ідея, що кілька ядерних вибухів могли б створити умови для досягнення острова стабільності, оскільки нукліди, починаючи з урану-238, не встигли між вибухами б розпастися через бета-розпад до ядер, які швидко спонтанно діляться. Тоді виникла б можливість отримати ізотопи на зразок коперницію-291, що мали б період напіврозпаду століття та тисячоліття

## Де відбуваються r-процеси
Вважається, що найімовірніше r-процеси відбуваються в наднових із колапсом ядра (спектральних типів Ib, Ic та II), де для них існують потрібні фізичні умови. Однак ступінь поширеності ядер, що утворюються в r-процесах, свідчить, що або лише невелика частина наднових викидає в міжзоряний простір такі ядра, або вони викидають тільки незначну кількість утвореної речовини. Крім того, речовина викидів має бути багата на нейтрони, чого важко досягнути в моделях. 1974 року було запропоновано альтернативу — розширення речовини нейтронних зір. Таке може відбуватися, коли нейтронні зорі зливаються з чорними дірами у тісних подвійних системах (див. кілонова). 1989 року (див. також) цей сценарій було розширено включенням актів злиття нейтронних зір (зіткнення двох нейтронних зір у подвійних системах). Поступово набираються дані астрономічних спостережень, що підтвердили б таку гіпотезу.

## Виноски
1. ↑  E. M. Burbidge; G. R. Burbidge; W. A. Fowler; F. Hoyle (1957). Synthesis of the Elements in Stars. Reviews of Modern Physics. 29 (4): 547—650. Bibcode:1957RvMP...29..547B. doi:10.1103/RevModPhys.29.547.
2. ↑  Seeger, Philip A.; Fowler, William A.; Clayton, Donald D. (1965). Nucleosynthesis of heavy elements by neutron capture. Astrophysical Journal Supplement. 11: 121—66. Bibcode:1965ApJS...11..121S. doi:10.1086/190111.
3. ↑  Truran, J. W. (1981). A new interpretation of the heavy-element abundances in metal-deficient stars. Astronomy and Astrophysics. 97 (2): 391—93. Bibcode:1981A&A....97..391T.
4. ↑  Boleu, R.; Nilsson, S. G.; Sheline, R. K. (7 серпня 1972). On the termination of the r-process and the synthesis of superheavy elements. Physics Letters B. 40 (5): 517—521. doi:10.1016/0370-2693(72)90470-4.
5. ↑  Clayton, Donald D. (1968). Principles of Stellar Evolution and Nucleosynthesis. New York: Mc-Graw-Hill. с. 577–91. ISBN 978-0226109534., provides a clear technical introduction to these features. More technical is the previously cited paper by Seeger et al.
6. ↑  Zagrebaev, Valeriy; Karpov, Alexander; Greiner, Walter (2013). Future of superheavy element research: Which nuclei could be synthesized within the next few years? (PDF). Journal of Physics. IOP Publishing Ltd. 420: 012001. doi:10.1088/1742-6596/420/1/012001. Архів оригіналу (PDF) за 3 жовтня 2015. Процитовано 1 липня 2017.
7. ↑  Thielemann, F. K. та ін. (April 2011). What are the astrophysical sites for the r-process and the production of heavy elements?. Progress in Particle and Nuclear Astrophysics. 66: 346—353. Bibcode:2011PrPNP..66..346T. doi:10.1016/j.ppnp.2011.01.032.
8. ↑  Lattimer, James M.; Schramm, David N. (1974). Black Hole-Neutron Star Collisions. The Astrophysical Journal Letters. 192: L145-147. Bibcode:1974ApJ...192L.145L. doi:10.1086/181612.
9. ↑  Eichler, David; Livio, Mario; Piran, Tsvi; Schramm, David N. (13 липня 1989). Nucleosynthesis, neutrino bursts and gamma-rays from coalescing neutron stars. Nature. 340: 126—128. Bibcode:1989Natur.340..126E. doi:10.1038/340126a0.
10. ↑  Freiburghaus, C.; Rosswog, S.; Thielemann, F.-K (1999). R-Process in Neutron Star Mergers. The Astrophysical Journal Letters. 525 (2): L121--L124. Bibcode:1999ApJ...525L.121F. doi:10.1086/312343.
11. ↑  Tanvir, N. та ін. (2013). A `kilonova' associated with the short-duration gamma-ray burst GRB 130603B. Nature. 500 (7464): 547—9. arXiv:1306.4971. Bibcode:2013Natur.500..547T. doi:10.1038/nature12505. PMID 23912055.